# هيرمان كلارك
هيرمان كلارك (بالإنجليزية: Herman Clark)‏ هو لاعب كرة قدم أمريكية أمريكي، ولد في 30 نوفمبر 1930 في هونولولو في الولايات المتحدة، وتوفي في 9 أكتوبر 1989.

## وصلات خارجية
- هيرمان كلارك على موقع مرجع كرة القدم المحترفة.كوم (الإنجليزية)
- هيرمان كلارك على موقع قاعة هاواي للمشاهير الرياضية (مؤرشف) (الإنجليزية)